# Florent Guillain
Pour les articles homonymes, voir Guillain.
Florent Antoine Guillain ou Antoine Guillain, né le 7 février 1844 à Paris 4e et mort le 19 avril 1915 à Paris 16e, est un ingénieur des ponts et chaussées, industriel et homme politique français.

## Biographie
Polytechnicien, il est chargé en 1868, à sa sortie de l'École des ponts et chaussées, du service du premier arrondissement maritime (qui couvre les ports des départements du Nord et du Pas-de-Calais), il réalise de grands travaux pendant les treize années où il est en fonction à ce poste, notamment à Dunkerque, Calais et Boulogne-sur-Mer. Il termine sa carrière comme inspecteur général des ponts et chaussées et directeur au ministère des travaux publics.
S'impliquant dans l'industrie, il devient notamment président de la Compagnie des forges et aciéries de la marine et d'Homécourt, de la Compagnie française pour l'exploitation des procédés Thomson-Houston et de la Société des mines d'Anderny-Chevillon, administrateur de la Compagnie universelle du canal maritime de Suez, de la Compagnie des chemins de fer de Paris à Lyon et à la Méditerranée (PLM) et de la Société des Ateliers et chantiers de France, régisseur de la Compagnie des mines d'Anzin.
Censeur de la Banque de France, il est président du Comité des forges de France, de l'Union des industries métallurgiques et minières (UIMM), de l'Union des syndicats de l'électricité et du Syndicat des fabricants et des constructeurs de matériel de chemins de fer, ainsi que vice-président du Comité de l'Asie française.
Il mène parallèlement une carrière d'homme politique : le 5 août 1894 jusqu'en 1906, il est élu conseiller général du canton de Dunkerque-Est puis de décembre 1896 à 1910, il devient député de la 1re circonscription de Dunkerque et vice-président de la Chambre. Il est ministre des colonies du 1er novembre 1898 au 21 juin 1899 dans le gouvernement Charles Dupuy (4).
Son fils (Marcel) a épousé une fille de Jean-Baptiste Trystram (Marie). Un de ses petits-fils est Robert Guillain, journaliste spécialisé sur l'Orient et le Japon.

## Autres Fonctions
- Censeur de la Banque de France de 1909 à 1915.

- Président du Comité des Forges de 1907 à 1915.

- Président de l'Union des industries et métiers de la métallurgie de 1904 à 1915.

## Distinctions[3]
- Commandeur de la Légion d'honneur (par décret du 12 octobre 1893).
  -  Officier de la Légion d'honneur (par décret du 30 octobre 1886).
    -  Chevalier de la Légion d'honneur (par décret du 13 juillet 1878).

## Lieu d'inhumation
Florent Guillain est inhumé au Cimetière du Montparnasse

## Hommage
- Une écluse (comblée depuis 1965) du Port de Dunkerque et un quai porte son nom depuis le 27 janvier 1912[4],[5].
- Une avenue de Leffrinckoucke et de Malo-les-Bains porte son nom depuis septembre 1901[6].
- Une buste  de Florent Guillain se trouve à l'entrée du Port de Dunkerque devant le pavillon des maquettes depuis novembre 1980, il était à l'origine placé du 7 octobre 1923 à la Seconde Guerre mondiale à côté de l'écluse[7],[8].

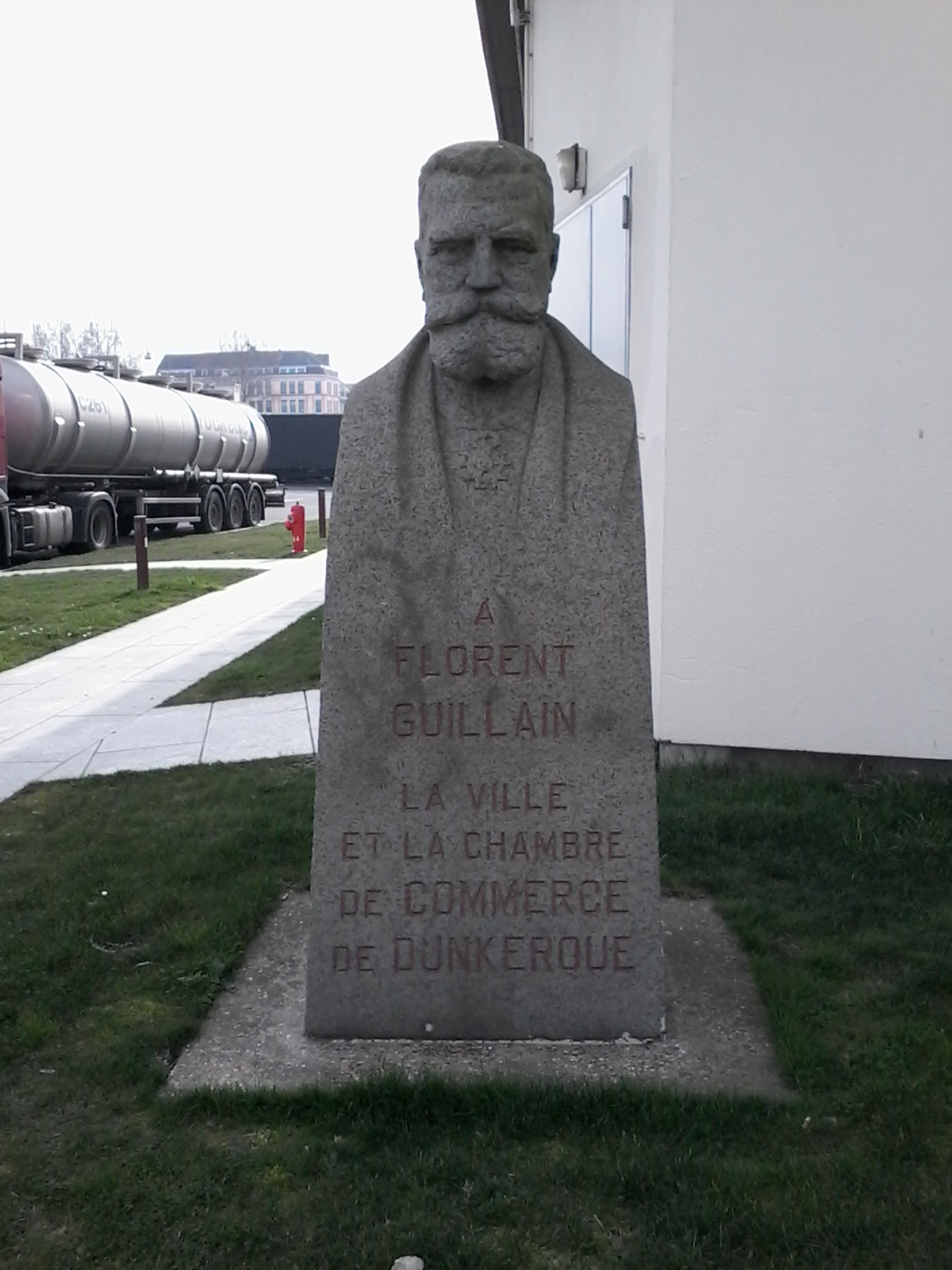
Buste Florent Guillain à Dunkerque
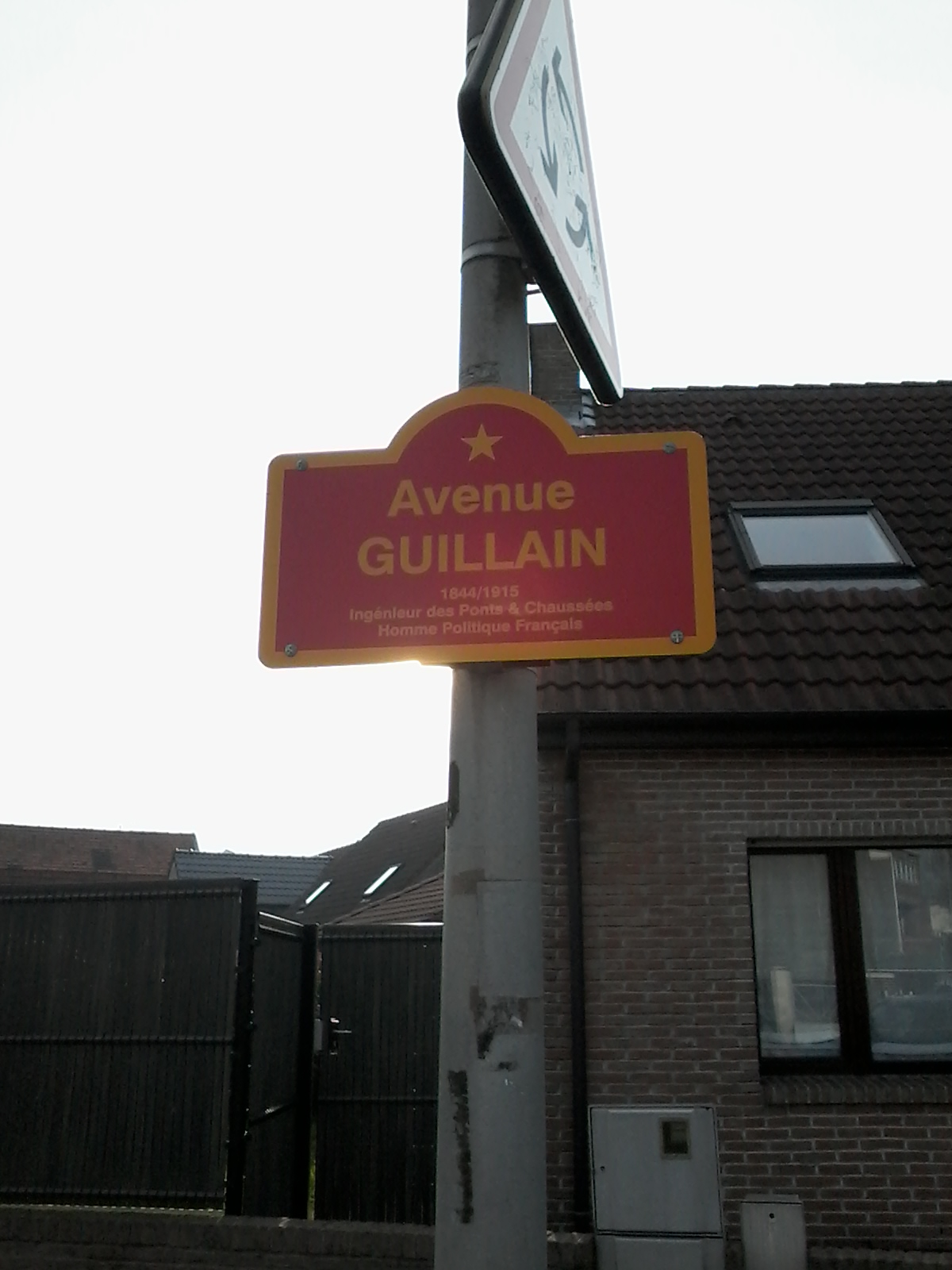
Plaque de rue Florent Guillain
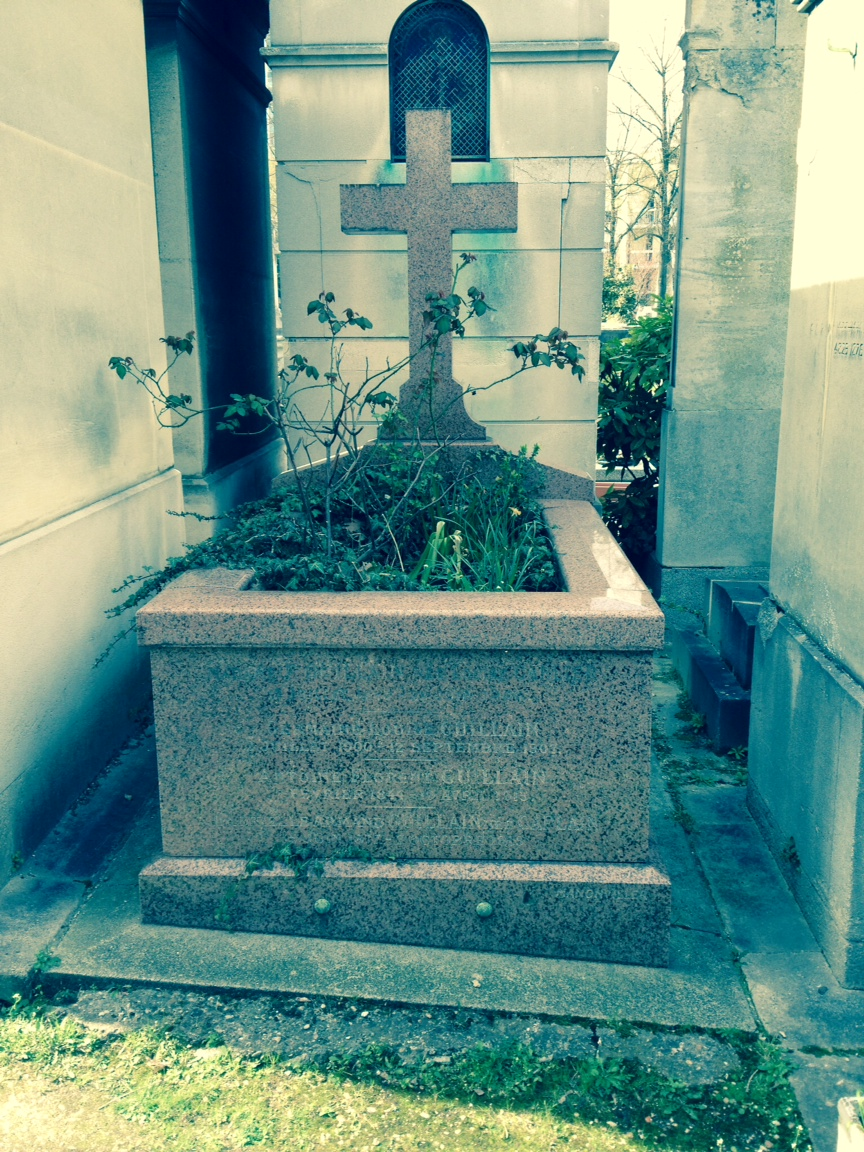
Sépulture de Guilain au cimetière du Montparnasse

## Sources
- « Florent Guillain », dans le Dictionnaire des parlementaires français (1889-1940), sous la direction de Jean Jolly, PUF, 1960 [détail de l’édition]